# Linda-a-Velha
Linda-a-Velha é uma vila na freguesia de Algés, Linda-a-Velha e Cruz Quebrada-Dafundo, do Município de Oeiras, em Portugal.
A povoação de Linda-a-Velha, que foi elevada à categoria de vila em 16 de Agosto de 1991, era a sede da Freguesia de Linda-a-Velha oficialmente criada em 11 de Junho de 1993, por desmembramento da freguesia de Carnaxide. A Freguesia de Linda-a-Velha, que tinha 2,32 km² de área e 19 999 habitantes, e uma densidade populacional de 8 620,3 hab/km² (2011), foi extinta em 2013, no âmbito de uma reorganização administrativa nacional, tendo sido englobada na então criada União das Freguesias de Algés, Linda-a-Velha e Cruz Quebrada-Dafundo.
Zona principalmente habitacional, possui uma ampla rede de serviços. A sua proximidade de Lisboa, da Mata do Estádio Nacional e das praias da linha do Estoril torna-a um local agradável de viver, sem estar muito longe da capital. Situa-se aqui a sede da Nestlé Portugal.
Quanto aos indicadores demográficos, a Freguesia de Linda-a-Velha tinha, segundo o INE, uma taxa de natalidade de 10,7‰ (235 nados-vivos) e uma taxa de mortalidade de 7,4‰ (162 óbitos) em 2001.

## População
| População da freguesia da Linda-a-Velha | População da freguesia da Linda-a-Velha | População da freguesia da Linda-a-Velha | População da freguesia da Linda-a-Velha | População da freguesia da Linda-a-Velha | População da freguesia da Linda-a-Velha | População da freguesia da Linda-a-Velha | População da freguesia da Linda-a-Velha | População da freguesia da Linda-a-Velha | População da freguesia da Linda-a-Velha | População da freguesia da Linda-a-Velha | População da freguesia da Linda-a-Velha | População da freguesia da Linda-a-Velha | População da freguesia da Linda-a-Velha | População da freguesia da Linda-a-Velha |
| --------------------------------------- | --------------------------------------- | --------------------------------------- | --------------------------------------- | --------------------------------------- | --------------------------------------- | --------------------------------------- | --------------------------------------- | --------------------------------------- | --------------------------------------- | --------------------------------------- | --------------------------------------- | --------------------------------------- | --------------------------------------- | --------------------------------------- |
| 1864                                    | 1878                                    | 1890                                    | 1900                                    | 1911                                    | 1920                                    | 1930                                    | 1940                                    | 1950                                    | 1960                                    | 1970                                    | 1981                                    | 1991                                    | 2001                                    | 2011                                    |
|                                         |                                         |                                         |                                         |                                         |                                         |                                         |                                         |                                         |                                         |                                         |                                         |                                         | 21 952                                  | 19 999                                  |

Criada pela Lei n.º 17-F/93  ,  de 11 de Junho, com lugares desanexados da freguesia de Carnaxide

## Património
- Edifício da Kodak Portuguesa, Lda. - Google Maps
- Palácio dos Aciprestes (Fundação Marquês de Pombal) - Google Maps
- Capela de Nossa Senhora do Cabo - Google Maps
- Igreja de Nossa Senhora do Cabo - Google Maps
- Jardim dos Plátanos e Parque Aventura - Google Maps
- O Mergulho da Sereia, Central Park (Rotunda) - Google Maps
- Academia Recreativa de Linda-a-Velha
- CTL Associação de Pais e Encarregados de Educação do JI José Martins e EB1 Armando Guerreiro
- Escola de Música e Bailado de Nossa Senhora do Cabo - Google Maps